# Synagoge (Boxmeer)
De synagoge van  Boxmeer was een Joods gebedshuis in de tot de Noord-Brabantse gemeente Land van Cuijk behorende plaats Boxmeer. Ze was gelegen aan het huidige Jodenpaadje.

## Geschiedenis
Boxmeer heeft vanouds een kleine Joodse gemeenschap gekend. In 1730 moesten zij van de overheid (Boxtel was indertijd een vrije heerlijkheid binnen de Republiek der Nederlanden) vertrekken. In de 19e eeuw kwam er geleidelijk een Joodse gemeenschap tot stand die behoorde bij de Joodse gemeente van Cuijk. In 1858 werd de Joodse gemeente in Boxmeer verheven tot bijkerk. 
In 1865 kreeg men de beschikking over een eigen synagoge. Het betrof een eenvoudig bouwwerk onder zadeldak met rondbogige vensters. In Vierlingsbeek bevond zich de Joodse begraafplaats. Tot de economische activiteiten vanuit de gemeenschap behoorde de exportslachterij van Lion en De Wijze. 
Begin 20e eeuw nam het aantal Joden in Boxmeer geleidelijk af. Een korte opleving vond nog plaats door de instroom van vluchtelingen uit nazi-Duitsland. In november 1942 werden alle Joodse inwoners van Boxmeer echter gedeporteerd. Zij kwamen allemaal om in de vernietigingskampen van de nazi's.
De synagoge werd door oorlogshandelingen beschadigd en in 1944 werd overgegaan tot het slopen ervan.